# Giuseppe Lerni
Giuseppe Lerni (1898 – Torino, 19 novembre 1968) è stato un arbitro di calcio italiano.

## Biografia
Fu un arbitro tesserato per il F.C. Torino.

### Arbitro
Inizia ad arbitrare fra il 1921 e il 1922 (manca data esatta).
Dopo un paio di anni arbitrati nei campionati regionali, è nomitato arbitro federale nel 1925 e mandato a dirigere i campionati di Seconda Divisione all'inizio della stagione 1925-1926, sebbene il suo esordio fosse avvenuto in categoria superiore la stagione precedente arbitrando la partita Juventus-Novara (1-1) del 15 febbraio 1925.
Nel 1927 è fra gli arbitri che fondano il Gruppo Arbitri Torinesi "Enrico Canfari".
Arbitrò soprattutto i campionati cadetti anche quando nel 1929 venne istituita la Serie B.

L'ultima partita diretta fu Parma-Udinese (0-0) del 14 giugno 1931.
Non ha mai arbitrato in Serie A.

### Dirigente sportivo
Ricoprì importanti incarichi federali AIA e FIGC dopo la fine del conflitto mondiale.
Morì a Torino celibe a 70 anni compiuti, trovato a casa da amici che non lo avevano visto al solito ristorante.